# سوزو
سوزو  (بالصينية: 宿州) هي مدينة من مدن الصين. يبلغ عدد سكانها 5352924 نسمة حسب إحصائيات سنة 2010. تبلغ مساحتها 9939.8 كم².

## المناخ
يظهر الجدول التالي التغييرات المناخية على مدار السنة لسوزو:
| البيانات المناخية لـسوزو           | البيانات المناخية لـسوزو | البيانات المناخية لـسوزو | البيانات المناخية لـسوزو | البيانات المناخية لـسوزو | البيانات المناخية لـسوزو | البيانات المناخية لـسوزو | البيانات المناخية لـسوزو | البيانات المناخية لـسوزو | البيانات المناخية لـسوزو | البيانات المناخية لـسوزو | البيانات المناخية لـسوزو | البيانات المناخية لـسوزو | البيانات المناخية لـسوزو |
| الشهر                              | يناير                    | فبراير                   | مارس                     | أبريل                    | مايو                     | يونيو                    | يوليو                    | أغسطس                    | سبتمبر                   | أكتوبر                   | نوفمبر                   | ديسمبر                   | المعدل السنوي            |
| ---------------------------------- | ------------------------ | ------------------------ | ------------------------ | ------------------------ | ------------------------ | ------------------------ | ------------------------ | ------------------------ | ------------------------ | ------------------------ | ------------------------ | ------------------------ | ------------------------ |
| الدرجة القصوى °م (°ف)              | 20.1 (68.2)              | 25.2 (77.4)              | 30.0 (86.0)              | 34.3 (93.7)              | 37.6 (99.7)              | 40.3 (104.5)             | 40.9 (105.6)             | 38.2 (100.8)             | 37.1 (98.8)              | 35.1 (95.2)              | 30.0 (86.0)              | 22.1 (71.8)              | 40.9 (105.6)             |
| متوسط درجة الحرارة الكبرى °م (°ف)  | 6.1 (43.0)               | 8.5 (47.3)               | 13.6 (56.5)              | 21.0 (69.8)              | 26.5 (79.7)              | 30.7 (87.3)              | 31.8 (89.2)              | 31.1 (88.0)              | 27.1 (80.8)              | 22.0 (71.6)              | 14.9 (58.8)              | 8.7 (47.7)               | 20.2 (68.3)              |
| المتوسط اليومي °م (°ف)             | 0.8 (33.4)               | 3.0 (37.4)               | 8.0 (46.4)               | 15.0 (59.0)              | 20.5 (68.9)              | 25.2 (77.4)              | 27.3 (81.1)              | 26.6 (79.9)              | 22.0 (71.6)              | 16.2 (61.2)              | 9.1 (48.4)               | 3.0 (37.4)               | 14.7 (58.5)              |
| متوسط درجة الحرارة الصغرى °م (°ف)  | −3.2 (26.2)              | −1.1 (30.0)              | 3.2 (37.8)               | 9.6 (49.3)               | 15.0 (59.0)              | 20.3 (68.5)              | 23.7 (74.7)              | 23.1 (73.6)              | 18.0 (64.4)              | 11.6 (52.9)              | 4.6 (40.3)               | −1.2 (29.8)              | 10.3 (50.5)              |
| أدنى درجة حرارة °م (°ف)            | −13.2 (8.2)              | −18.1 (−0.6)             | −8.2 (17.2)              | −1.8 (28.8)              | 5.3 (41.5)               | 12.0 (53.6)              | 16.8 (62.2)              | 15.5 (59.9)              | 7.2 (45.0)               | −0.5 (31.1)              | −7.7 (18.1)              | −18.7 (−1.7)             | −18.7 (−1.7)             |
| الهطول مم (إنش)                    | 19.3 (0.76)              | 27.2 (1.07)              | 45.7 (1.80)              | 51.7 (2.04)              | 64.3 (2.53)              | 115.4 (4.54)             | 218.2 (8.59)             | 115.7 (4.56)             | 81.8 (3.22)              | 56.4 (2.22)              | 29.2 (1.15)              | 14.0 (0.55)              | 838.9 (33.03)            |
| متوسط أيام هطول الأمطار (≥ 0.1 mm) | 4.7                      | 6.2                      | 7.9                      | 7.5                      | 7.8                      | 9.7                      | 13.6                     | 10.7                     | 8.4                      | 7.7                      | 6.0                      | 4.2                      | 94.4                     |
| المصدر: Weather China              |                          |                          |                          |                          |                          |                          |                          |                          |                          |                          |                          |                          |                          |

## أعلام
- وانغ شنغجون
- وانغ يانغ